# 丛琯珠
丛琯珠（1878年—1912年2月9日），字燮臣。山東省文登縣人，中华民国政治人物。
1903年，丛琯珠受清政府指派赴日本留学。1905年考入早稻田大学，同年加入同盟会。1911年，丛琯珠在辛亥革命后前往济南，劝谏山東巡撫孙宝琦宣布独立。在孙宝琦取消独立后，丛琯珠返回文登縣。1912年1月，丛琯珠与林基逵等人纠集武力攻入县衙，驱逐知县，宣布建立文登临时军政府。2月5日，文登地方豪强因不满烟台镇守使左汝霖前往文登强逼捐款支持革命，决定组成团练反叛。2月8日，地方团练攻入文登城。2月9日丛琯珠在文登城北被团练武装杀死。